# Trumbull (Connecticut)
Trumbull é uma vila localizada no estado americano de Connecticut, no Condado de Fairfield.

## Demografia
Segundo o Censo dos Estados Unidos de 2020 a sua população era de 36 827 habitantes.

## Geografia
De acordo com o United States Census Bureau tem uma área de 60,9 km², dos quais 60,3 km² cobertos por terra e 0,6 km² cobertos por água.

## Localidades na vizinhança
O diagrama seguinte representa as localidades num raio de 16 km ao redor de Trumbull.